# 2 Karo Multi
2♦️️ Multi – brydżowa konwencja licytacyjna opracowana przez angielskich brydżystów Terence’a Reese’a i Jeremiego Flinta w latach sześćdziesiątych XX wieku. Jest to jedna z najpopularniejszych obecnie używanych konwencji, istnieje bardzo dużo jej odmian i mutacji.
W oryginalnej wersji opracowanej przez Reese’a i Flinta, otwarcie 2♦️️ miało następujące znaczenie:
1. Słabe dwa w kolorze starszym,
2. Bardzo silna, zrównoważona ręka (około 22-23PH),
3. Silna ręka z układem 4-4-4-1 (dowolna krótkość) i siłą ponad 17PH,
4. Bardzo silna, jednokolorowa ręka z treflami lub karami.

Odpowiadający miał do wyboru następujące odzywki (część z nich ma nadal takie samo znaczenie we współczesnych odmianach Multi):
- 2♥️️ – niezbyt silna ręka z fitem kierowym, otwierający pasuje jeżeli ma słabe dwa w kierach, licytuje 2♠️ ze słabym dwa w pikach, 2BA jeżeli ma silną zrównoważoną rękę, odpowiedzi od 3♣️ do 3♠️ pokazują ręce z układem 4-4-4-1, a 4 w kolor młodszy pokazuje silne ręce bazowane na licytowanym kolorze,
- 2♠️ – podobnie jak 2♥️️ jest do pasa jeżeli otwierający ma słabe dwa w pikach, obiecuje więcej kierów niż pików – otwierający pasuje z pikami, licytuje 2BA z silną ręką zrównoważoną, 3♥️️ ze słabą ręką z kierami, inne odpowiedzi na poziomie trzech są zarezerwowane dla pokazania 4-4-4-1, a 4 w kolorze młodszym pokazuje silną rękę z kolorem licytowanym,
- 2BA – sztuczne pytanie o rękę otwierającego, zazwyczaj obiecujące przynajmniej 14PH – 3♣️/3♦️️ to minimum słabych dwa w kierach i pikach, 3♥️️/♠️ to maksimum słabych dwa w kolorach licytowanych, odzywki od 4♣️ do 4♠️ pokazują 4-4-4-1,
- 3♣️ i 3♦️️ w oryginalnej formie Multi były naturalne i forsujące,
- 3BA oznaczało silną rękę z obydwoma kolorami młodszymi o około 4 lewami przegrywającymi.

Obecnie najczęściej spotykaną odmiany Multi to Minimulti (jedyne dwie opcje to słabe dwa w kolorze starszym).